# Peperomia topoensis
Peperomia topoensis är en pepparväxtart som beskrevs av Truman George Yuncker. Peperomia topoensis ingår i släktet peperomior, och familjen pepparväxter. Inga underarter finns listade i Catalogue of Life.